# Río Guachiría
 (avril 2014).
Le río Guachiría est une rivière de Colombie et un affluent du río Meta, donc un sous-affluent de l'Orénoque.

## Géographie
Le río Guachiría prend sa source sur les flancs du cerro Zamaricote, dans l'est de la Cordillère Orientale, dans le département de Casanare. Il coule ensuite vers l'est avant de rejoindre le río Meta, un peu en amont de la municipalité de La Primavera.